# Jamis-Hagens Berman/Saison 2014
Dieser Artikel listet Erfolge und Fahrer des Radsportteams Jamis-Hagens Berman in der Saison 2014 auf.

## Erfolge in der UCI America Tour
| Datum     | Rennen                                    | Kat. | Fahrer             |
| --------- | ----------------------------------------- | ---- | ------------------ |
| 30. April | 1. Etappe Tour of the Gila                | 2.2  | Daniel Jaramillo   |
| 3. Mai    | 4. Etappe Tour of the Gila                | 2.2  | Luis Romero Amarán |
| 4. Mai    | 5. Etappe Tour of the Gila                | 2.2  | Daniel Jaramillo   |
| 7. Juni   | 3. Etappe Grand Prix Cycliste de Saguenay | 2.2  | Juan José Haedo    |

## Zugänge – Abgänge
| Zugänge          | Team 2013                 | Abgänge          | Team 2014                   |
| ---------------- | ------------------------- | ---------------- | --------------------------- |
| Eloy Teruel      | Movistar                  | Janier Acevedo   | Garmin Sharp                |
| Robbie Squire    | Amore & Vita              | Chase Pinkham    | Live Well-Bountiful Bicycle |
| Daniel Jaramillo | Colombia Coldeportes      | James Driscoll   | Raleigh/Clement             |
| Grégory Brenes   | Coopenae-Movistar-Economy | Demis Alemán     | Unbekannt                   |
| Ian Crane        | Neoprofi                  | Rubén Companioni | Unbekannt                   |
| Stephen Leece    | Neoprofi                  | Philip Mooney    | Unbekannt                   |
|                  |                           | Guido Palma      | Unbekannt                   |
|                  |                           | Gabriel Varela   | Unbekannt                   |

## Mannschaft
| Name               | Geburtstag         | Nationalität       |
| ------------------ | ------------------ | ------------------ |
| Grégory Brenes     | 21. April 1988     | Costa Rica         |
| Matt Cooke         | 8. Mai 1979        | Vereinigte Staaten |
| Ian Crane          | 28. Dezember 1989  | Vereinigte Staaten |
| Juan José Haedo    | 26. Januar 1981    | Argentinien        |
| Ben Jacques-Maynes | 22. September 1978 | Vereinigte Staaten |
| Daniel Jaramillo   | 15. Januar 1991    | Kolumbien          |
| Stephen Leece      | 4. November 1991   | Vereinigte Staaten |
| Carson Miller      | 9. Januar 1989     | Vereinigte Staaten |
| Luis Romero Amarán | 7. April 1979      | Kuba               |
| Eric Schildge      | 29. April 1988     | Vereinigte Staaten |
| Robbie Squire      | 1. April 1990      | Vereinigte Staaten |
| Eloy Teruel        | 20. November 1982  | Spanien            |
| Tyler Wren         | 4. März 1981       | Vereinigte Staaten |